# Mario Rossi (fumettista 1963)
Mario Rossi, noto anche con lo pseudonimo di Majo (Brescia, 31 gennaio 1963), è un fumettista italiano.

## Biografia
Esordisce nel 1991 con la serie edita dalla Eden Full Moon Project di cui realizza il numero 3 (Bambole) ed il numero 5 (Il ponte di Angouleme). Nel 1995 è tra i componenti del gruppo Hammer, pubblicazione della Star Comics, di cui realizza il primo e parte dell'ultimo numero. Passato alla Sergio Bonelli Editore collabora alla realizzazione della serie Zona X e, alla chiusura della testata, è reclutato da Mauro Boselli per la serie Dampyr, della quale realizza il primo numero oltre ad altri successivi.
Insieme all'amico Mauro Gilardoni ideò e realizzò un disegno, poi divenuto noto come "Vagabond", che divenne particolarmente diffuso e iconico come adesivo negli anni ottanta; i due non ne avevano però registrato i diritti d'autore e l'immagine si diffuse liberamente in tutta Europa in vari contesti.